# Vivian Fuchs

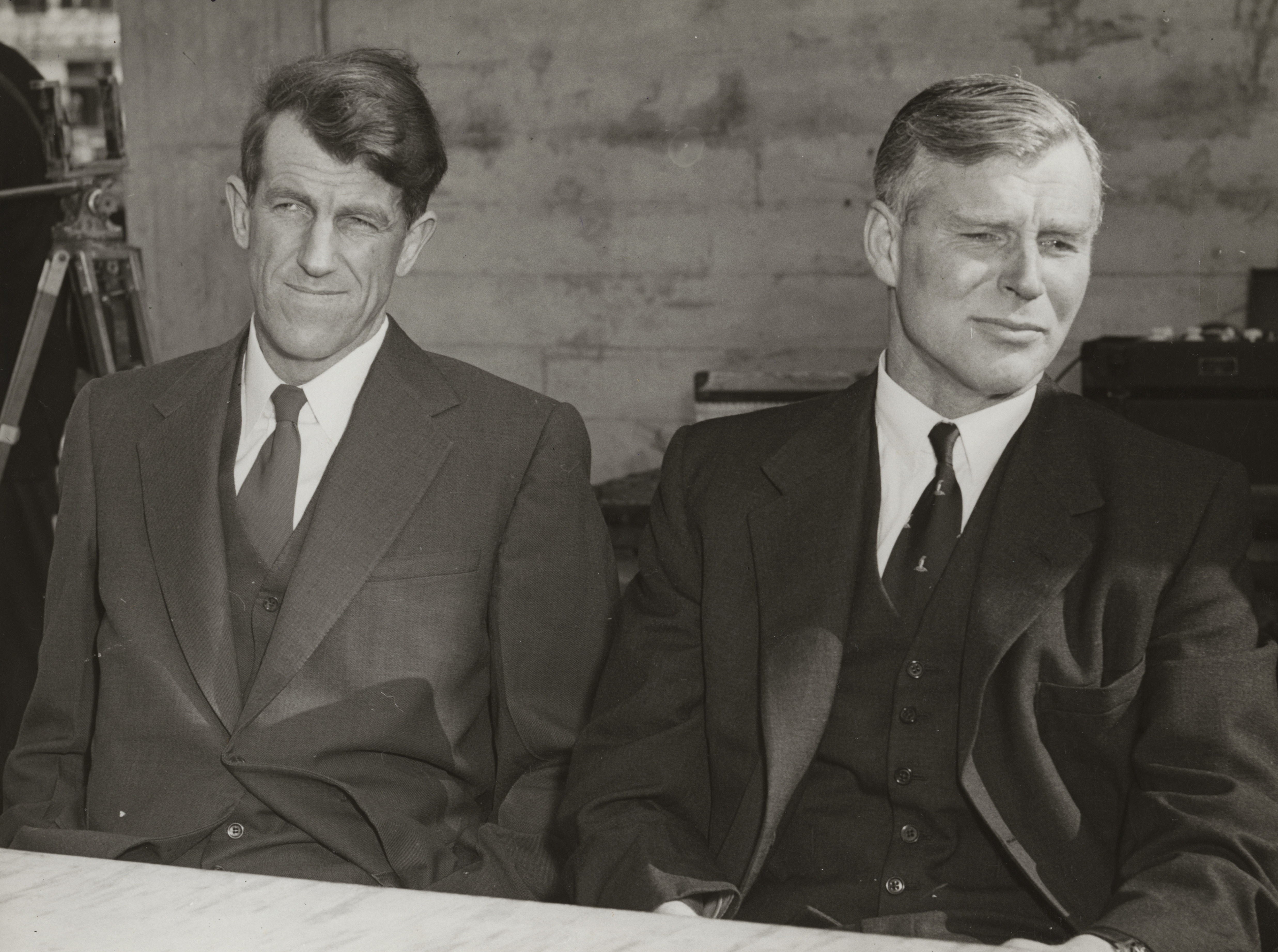
Vivian Fuchs (rechts) mit Edmund Hillary (1958)

Sir Vivian Ernest „Bunny“ Fuchs (* 11. Februar 1908 in Freshwater auf der Isle of Wight; † 11. November 1999 in Cambridge) war ein britischer Geologe und Polarforscher.

## Leben und Werk

### Frühe Jahre und erste Expeditionen
Er war der Sohn des deutschen Einwanderers und Bauern Ernst Fuchs (1882–1957) aus Kahla und dessen Frau Violet Anne Watson (1874–1942). Er studierte Geologie und Naturwissenschaften am Brighton College und am St John’s College der Universität Cambridge, wo Sir James Wordie, Teilnehmer an Ernest Shackletons Endurance-Expedition, sein Tutor war.
Als Geologe in Wordies Expeditionsteam in den Osten Grönlands bereiste Vivian Fuchs 1929 erstmals die Arktis. Seine nächsten Expeditionen führten ihn nach Afrika, wo er von 1930 bis 1931 die Geologie einiger Seen untersuchte und 1932 eine archäologische Reisegruppe begleitete. 1933 führte er eine eigene Expedition an den Rudolfsee (heute Turkanasee genannt), begleitet von seiner Frau Joyce Connell, die er im selben Jahr geheiratet hatte. Im Jahr 1935 erhielt er seinen Doktorgrad für eine Dissertation über die Tektonik des Rift Valley im Großen Ostafrikanischen Grabenbruch. 1936 begleitete er Cuthbert Peek Grant von der Royal Geographical Society an den Rukwa-See.
Im Zweiten Weltkrieg diente Vivian Fuchs in der britischen Armee in Westafrika von 1942 bis 1943 und danach bis 1945 in Europa. 1946 wurde er zum Major der Armee.

### Reisen in die Antarktis
Im Jahr 1947 trat Fuchs seine erste Reise in die Antarktis als Leiter der Falkland Islands Dependencies Survey an, die später das Team zur Britischen Antarktisexpedition von 1951 stellen sollte. Für seine Expedition standen ihm keine technischen Gerätschaften zur Verfügung und zwischen 1949 und 1950 blieben er und sein Team aufgrund besonders schwieriger Wetterlage für zwei Sommer ohne Außenkontakt in der Antarktis. Nach seiner Rückkehr wurde er mit der Goldmedaille der Royal Geographical Society ausgezeichnet.
Während der Zeit im Eis fasste er den Plan, eine Durchquerung der Antarktis zu versuchen und damit den Plan von Ernest Shackleton zu erfüllen, den dieser aufgeben musste. Zugleich wollte er eine solche Reise für seine Forschungsarbeiten nutzen, um mit seismischem Gerät die Eisdicke der Antarktis zu bestimmen.
Vom 24. November 1957 bis zum 2. März 1958 gelang ihm diese Durchquerung in der so genannten British Commonwealth Transantarctic Expedition vom Weddell-Meer zum Rossmeer über den Pol. Unterstützt wurde er dabei von einem zweiten Team unter der Führung von Sir Edmund Hillary, welches in der Scott Base stationiert war. Fuchs und Hillary lieferten sich aus zwei unterschiedlichen Richtungen einen freundschaftlichen Wettlauf zum Südpol, welchen Hillary knapp für sich entschied. Damit führte Hillary die dritte Expedition – nach Amundsen und Scott – erfolgreich zum Pol, Fuchs die vierte. Die eigentliche Hauptaufgabe Hillarys war die Anlage von Versorgungsstationen für das Team von Fuchs auf der zweiten Hälfte des Weges. Bei der Überquerung legte Fuchs in genau 99 Tagen eine Strecke von 3.440 Kilometern zurück. Königin Elisabeth II. erhob ihn dafür 1958 in den Ritterstand.
Von 1958 bis 1973 war Vivian Fuchs Direktor des British Antarctic Survey und gründete die Fuchs-Foundation, deren Ziel es ist, junge und unterprivilegierte Menschen an Ausbildungsprogrammen und Expeditionen teilnehmen zu lassen. 1960 erhielt er die Prestwich Medal der Geological Society of London. Fuchs war außerdem ab 1971 Präsident der British Association for the Advancement of Science und wurde 1974 in die Royal Society gewählt. Von 1982 bis 1984 war er Präsident der Royal Geographical Society. Im Jahr 1990 starb seine Frau und er heiratete im Jahr darauf Eleanor Honnywill (1916–2003). Fuchs starb im Jahr 1999.
Nach Fuchs sind der Fuchs-Piedmont-Gletscher, ein Vorlandgletscher vor der Küste der antarktischen Adelaide-Insel, und der Fuchs Dome, ein Berg im ostantarktischen Coatsland, benannt.

### Werke
- Antarctic Adventure (The Commonwealth Trans-Antarctic Expedition 1955–1958), Cassell & Co., London 1958 (deutsche Ausgabe: Quer über den Südpol. Die Bezwingung des sechsten Kontinents, Ullstein, Frankfurt am Main 1960)